# 金瓶风月
《金瓶风月》（英語：The Golden Lotus "Love and Desire"），是1991年上映的一部香港艷情片，由李翰祥執導，方玉婷、單立文、紀倩兒、曹查理、李翰祥、李婉淑主演，改编自明朝兰陵笑笑生《金瓶梅》。

## 剧情
西门庆是清河县一名财主，没有读过多少书，只晓得舞刀弄枪，擅长经商，终日和当地一批有钱的花花公子吃喝玩乐。
一日，他们在街上游荡，看到花子虚堂叔内务府总管太监花庆善给花子虚取回来的妻子李瓶儿正去寺庙上香拜佛，西门庆心动不已，想要弄到手。花庆善死后，留下了诸多家财，但是花子虚的堂兄弟一共4人，为争夺家财互相打官司诉讼。花子虚是吃喝嫖赌五毒俱全的男人，喜欢沉睡于花街柳巷，在妓院妓女那处处留情。
一日，花子虚喝得酩酊大醉，被西门庆搀扶着送回家，李瓶儿出来迎接，西门庆便趁机抓住李瓶儿的手不松，把花子虚扔床上之后，两人便另找房间去通奸去了。
不久之后，西门庆设计陷害死花子虚，李瓶儿也因此得病找人医治，医生蒋竹山被她看中，招赘为夫，由于蒋竹山性能力差，被李瓶儿扫地出门。李瓶儿再嫁入西门庆家，并且生了一子官哥儿。
西门庆的妾潘金莲并没有生子，嫉妒李瓶儿，便暗地里算计她，用自己的白猫吓坏孩子，使得孩子夭折，开始了争权夺利的家庭斗争。

## 演出
| 演员   | 角色   | 粵語配音 |
| 单立文 | 西门庆 | 陳欣     |
| 纪倩儿 | 潘金莲 |          |
| 方玉婷 |        |          |
| 李婉淑 | 李瓶兒 |          |
| 曹查理 | 蔣竹山 | 盧雄     |
| 李翰祥 |        |          |

## 制作
单立文从《潘金莲之前世今生》开始，陆续在《金瓶风月》、《少女潘金莲》、电视剧《恨锁金瓶》、台湾版《金瓶梅》中都出演“西门庆”。

## 制作方
- 出品人：凌国贤、龙柱年
- 策划：胡卓君
- 统筹：胡锦、李殿朗
- 艺术指导：李翰祥
- 执行导演：刘国雄、林福地、夏祖辉
- 灯光：陈辉炎、朴昌浩
- 化妆：吴明春
- 服装：屠挹芬、李嘉茜
- 场记：庞明惠
- 道具：马斐
- 剧照：方慧侠
- 剧务：郑承烈、金亨哲
- 对白：丁羽
- 效果：程小龙